# Iñapari
L'iñapari és una llengua severament amenaçada de la família de les llengües piro, pertanyent al macrogrup de les llengües arawak i localitzada a l'Amèrica del Sud. El 1999 es van identificar 4 dels seus parlants al llarg del riu Las Piedras, a prop de la desembocadura del riu Sabaluyoq (Perú). La llengua havia estat viva també a Bolívia, però allà s'hi extingí completament. Els últims quatre parlants foren bilingües en iñapari i espanyol i cap d'ells tingué cap fill, fet pel qual probablement conduirà a l'extinció de la llengua després de la seva mort. Existeix un diccionari publicat d'iñapari.
El dialecte pacaguara (pacahuara), descrit per Mercier, finalment es demostrà com a ètnicament diferent.

## Fonologia
Segons Parker, l'iñapari té onze consonants i sis vocals.
|                   | Bilabial | Alveolar | Palatal | Glotal |
| ----------------- | -------- | -------- | ------- | ------ |
| Oclusives sordes  | p        | t        |         | ʔ      |
| Fricatives sordes |          | s        |         | h      |
| Nasals            | m        | n        |         |        |
| Lateral           |          | (l)      |         |        |
| Dental            |          | r        |         |        |
| Semivocals        | w        |          | y       |        |

L'estatus de la lateral com a fonema es considera dubtós ja que [l] es troba en poques paraules i pot ser una variant fonètica de /r/.
|         | Anterior | Central | Posterior |
| ------- | -------- | ------- | --------- |
| Tancada | i i      | ɨ ɨ     | u u       |
| Mitjana | e e      |         | o o       |
| Oberta  |          | a a     |           |